# Gonypetella deletrix
Gonypetella deletrix es una especie de mantis de la familia Mantidae.

## Distribución geográfica
Se encuentra en Angola, Namibia, Namibia y Madras (India).